# Fédération des entreprises de Belgique
Pour les articles homonymes, voir FEB.
La Fédération des entreprises de Belgique (FEB) (en néerlandais : Verbond van Belgische Ondernemingen, VBO) est une organisation interprofessionnelle belge d'employeurs représentant plus de 50 000 entreprises des trois régions du pays.
Elle représente environ 75 % de l’emploi dans le secteur privé. La FEB défend les intérêts de ces entreprises dans près de 150 organes fédéraux, européens et internationaux.
Depuis avril 2023, c’est René Branders, président d’Agoria, qui assure la présidence de la FEB. Pieter Timmermans est administrateur délégué de la FEB depuis juillet 2012.

## Histoire
En 1973, la Fédération des entreprises de Belgique (FEB) est créée, en raison de la nécessité d'une conscience patronale collective, par un rapprochement négocié depuis plusieurs années ainsi qu'une identification aux problèmes économiques et sociaux auxquelles les entreprises sont confrontées. La FEB est ainsi le fruit de la volonté de rallier toutes les forces qui s'emploient à maintenir en Belgique une économie de marché à une époque où le poids des entreprises de services ne cesse d'augmenter. Elle est issue de la fusion de la Fédération des industries belges (FIB) et de la Fédération des entreprises non industrielles de Belgique (FENIB).

### Origines
La FEB ne trouve pas son origine dans sa fusion de 1973 mais dans la première organisation centrale du patronat industriel de Belgique qui est le Comité Central du Travail Industriel, en 1895. Il se présente comme un organisme de défense de l'industrie. En effet, le XVIIIe siècle laisse place aux transformations économiques profondes de la Révolution industrielle. Pour la Belgique, celle-ci commence en 1830 avec son indépendance[précision nécessaire]. La Belgique est considérée à cette époque comme la région la plus industrialisée du continent européen[réf. nécessaire], même si l'activité majeure de la population est l'agriculture. Ces industries sont concentrées dans les secteurs de l'industrie lourde, tels que le charbonnage, l'industrie métallurgique et la verrerie. Entre 1873 et 1892, on compte 1 610 sociétés anonymes créées. Par la suite, entre 1894 et 1913, celles-ci se multiplient, on compte alors, 6 097 sociétés créées. Le clivage politique se cristallise autour de la question sociale au XIXe siècle. En 1885, le parti ouvrier belge (POB) est créé. Son objectif est d'obtenir le suffrage universel. À cette époque, une grosse partie de la population active travaille dans le secteur industriel. En mars 1886, des troubles sociaux éclatent, comme la Fusillade à Roux[Quoi ?] où des grévistes furent abattus, symbole de l’atmosphère de contestations que traverse la Belgique. Ces troubles permettent à la classe politique et à l’opinion publique de prendre conscience des questions sociales. Plusieurs lois découlent par la suite et constituent les premières étapes de la législation belge en matière sociale. Le succès des socialistes sera perçu par les milieux patronaux comme un danger[réf. nécessaire]. Ils entrent au Parlement, et les premières élections sous le régime du vote plural ont lieu en octobre 1894. La Belgique est le pays où la proportion de socialistes est la plus élevée au monde[réf. nécessaire] et pour les industriels, il devient compliqué[Selon qui ?] de faire entendre leurs voix au Parlement. L’État créé, en 1894, des interventions en matière ouvrière tel que l’Office du Travail, futur ministère du travail. C’est alors qu’en 1895, le Comité Central du Travail Industriel est créé avec comme mission implicite de combattre le ministère du Travail[réf. nécessaire]. En effet, le CCTI accuse celui-ci de susciter la guerre sociale et de prendre parti en faveur des ouvriers. Il[Qui ?] est fondé par 183 entreprises, elles-mêmes affiliées à 8 syndicats industriels. Le CCTI est l'organisation intersectorielle et nationale du patronat industriel belge. Les groupements des fédérations ont la nette volonté d'orienter l'action de l'organisation patronale vers l'étranger, ceci en vue d'influencer l'élaboration de la législation sociale et industrielle. Pour le CCTI, l'industrie est menacée non seulement par les exactions fiscales d'un gouvernement qui était selon eux radical en 1896, mais aussi menacé quotidiennement par le parti socialiste.
Cette organisation n’est pas très représentative des secteurs belges : certains secteurs comme celui du papier ou du textile sont très peu représentés. C’est l'industrie lourde qui est au fondement du CCTI. De ces entreprises, très peu sont implantées en Flandre, alors qu’une grande quantité le sont dans le Hainaut. Le programme de la CCTI est double : premièrement, établir des rapports avec les départements ministériels ainsi qu'avec la direction de l’office du travail pour être à jour dans l’actualité politique ; et secondement, établir des relations nationales et étrangères avec les groupes qui ont les mêmes intérêts que le CCTI.
Pendant la vingtaine d'années qui précède la Première Guerre mondiale, la Belgique assiste à une expansion de son économie : elle s'industrialise de plus en plus, au point qu'en 1910, 48 % de la population active travaille dans l'industrie, contre 16 % dans l'agriculture. En 1913, le CCTI change de nom et devient Comité Central Industriel (CCI). Il regroupe des délégués de 14 associations patronales qui représentent 301 entreprises.
| Syndicat de la Bourse des Métaux et Charbons                                   | 4  |
| Union des Charbonnages, Mines et Usines Métallurgiques de la Province de Liège | 47 |
| Association des Maîtres de Forges de Charleroi                                 | 18 |
| Association charbonnière des Bassins de Charleroi et de la Basse-Sambre        | 28 |
| Association charbonnière du Centre                                             | 7  |
| Association houillère du Couchant de Mons                                      | 19 |
| Association Charbonnière de la Campine                                         | 7  |
| Association des Fabricants de Glaces de Belgique                               | 7  |
| Association des Maîtres de Verreries Belges                                    | 11 |
| Fédération des Constructeurs                                                   | 34 |
| Association Belge de Tissage                                                   | 19 |
| Association Cotonnière de Belgique                                             | 32 |
| Fédération de l'Industrie Textile de Verviers                                  | 27 |
| Union Belge des Filateurs de Lin, d'Étoupes, Chanvre et Jute                   | 41 |

Le CCI continue, comme le CCTI avant lui, avec l'objectif « d’assurer la défense autorisée des intérêts généraux de l’industrie et des ouvriers qu’elle emploie, en dehors de tout esprit de parti dont ils influent sur la production nationale soit par les charges soit par les restrictions qu’ils apportent à la liberté du travail et des contrats », sachant qu'en cas de conflit, ce sont généralement les employeurs qui l'emportent. Après la Première Guerre mondiale, le Comité essaie, dès 1917, de regrouper tous les producteurs afin de faciliter le redressement économique du pays au lendemain de la guerre. Ces groupements sont organisés de façon rationnelle[évasif] afin de mener à bien la reconstruction économique du pays. En 1935, le CCI réunit un ensemble de groupements qui emploient plus ou moins 100 000 ouvriers. Avant la Seconde Guerre mondiale, en mai 1937, la CCI compte 179 groupements d’affiliés dont 160 groupements professionnels et 19 associations interprofessionnelles régionales. Le 9 mai 1940, il compte 330 groupements d’affiliés dont 308 fédérations et associations professionnelles, et les 22 restantes associations interprofessionnelles à caractère locale. Cette multiplication d’affiliés est directement liée[réf. nécessaire] à celle des commissions paritaires des années 1935 et 1939. À la veille de la guerre, la population ouvrière s’élève à 1 100 000 personnes. Certains groupements sectoriels n’étaient pas encore affiliés, comme le secteur de l’industrie céramique et de la transformation du bois. Pendant l’occupation, la réglementation de mars 1941 est une étape essentielle dans l’histoire de l’organisation professionnelle nationale belge, s'inspirant des structures existantes de l’Allemagne nazi[Lesquelles ?]. En vertu de cette réglementation, toute activité commerciale, industrielle ou artisanale est l’objet d’une organisation systématique et structurée en groupements principaux, professionnels et sous-professionnels. Ces groupements reçoivent le caractère d’établissement public et assume la représentation exclusive de leur ressort économique, ce qui implique l’assujettissement obligatoire des personnes exerçant l’activité qu’ils représentent. Dès la libération, l’arrêté royal du 16 novembre 1944 sur l’organisation provisoire de l’économie, décide de remplacer ces groupements fonctionnant sous l’occupation par des conseils professionnels chargés de la représentation officielle de leur branche d’activité. Le 10 avril 1946, le CCI est dissolu et la Fédération des Industries Belges (FIB) est créée, qui regroupe exclusivement des fédérations sectorielles de toutes les branches d'activité industrielle. Elle accélère l'homogénéisation structurelle du monde patronal en plus d'accroître sa représentativité. Cette fédération permettra de répondre à une série de préoccupations car la FIB sera liée à la mise en œuvre du pacte de sécurité sociale élaborée par une commission mixte patronale ouvrière pendant la guerre. C’est donc dans une optique nouvelle que la FIB reprendra les objectifs poursuivis et les fonctions assumées par le CCI jusque-là. Ces nouvelles optiques concernent une reconnaissance syndicale et le désir d’entretenir avec les groupements ouvriers des relations loyales et constructives. En effet, l’objectif social de la FIB est la recherche de toute solution permettant le maintien et le développement de la paix sociale et de la prospérité économique du pays. Cela ne sera plus uniquement un rôle de défendre les intérêts professionnels de ces membres, mais de chercher à les réunir avec les exigences de l’intérêt général.
En 1953, sept associations professionnelles nationales se confédèrent en fédération des Employeurs du Commerce, des Banques et des Assurances (CBA). Elle regroupe les banques, les assurances, les sociétés hypothécaires, les grossistes en alimentation, les entreprises de distribution, les bureaux commerciaux et maritimes ainsi que les chambres de commerces. Cette fédération occupe les questions sociales de l’époque car ses entreprises emploient environ 150 000 employés. Début 1957, la fédération CBA change de nom et devient la fédération des entreprises non industrielles de Belgique (FENIB). En juin de la même année, un comité de liaison est créé par la FIB et la FENIB avec comme objectif de coordonner les positions et initiatives à prendre dans le domaine social vis-à-vis tant des pouvoirs publics que les organisations syndicales interprofessionnelles.
Ainsi, la fusion de la FIB et la FENIB donne jour à la FEB, qui regroupe les associations représentantes des différents secteurs. Le FEB marque donc une « nouvelle étape du mouvement d'unification du patronat belge », qui s'est faite naturellement, lorsque l'idée d'une représentation de la globalité des entreprises belges ait fini par s'imposer[source insuffisante].

## Composition
| Président                   | René Branders     |
| --------------------------- | ----------------- |
| Administrateur délégué      | Pieter Timmermans |
| Président directeur général | Vanessa Biebel    |
| Directeur général           | Monica De Jonghe  |

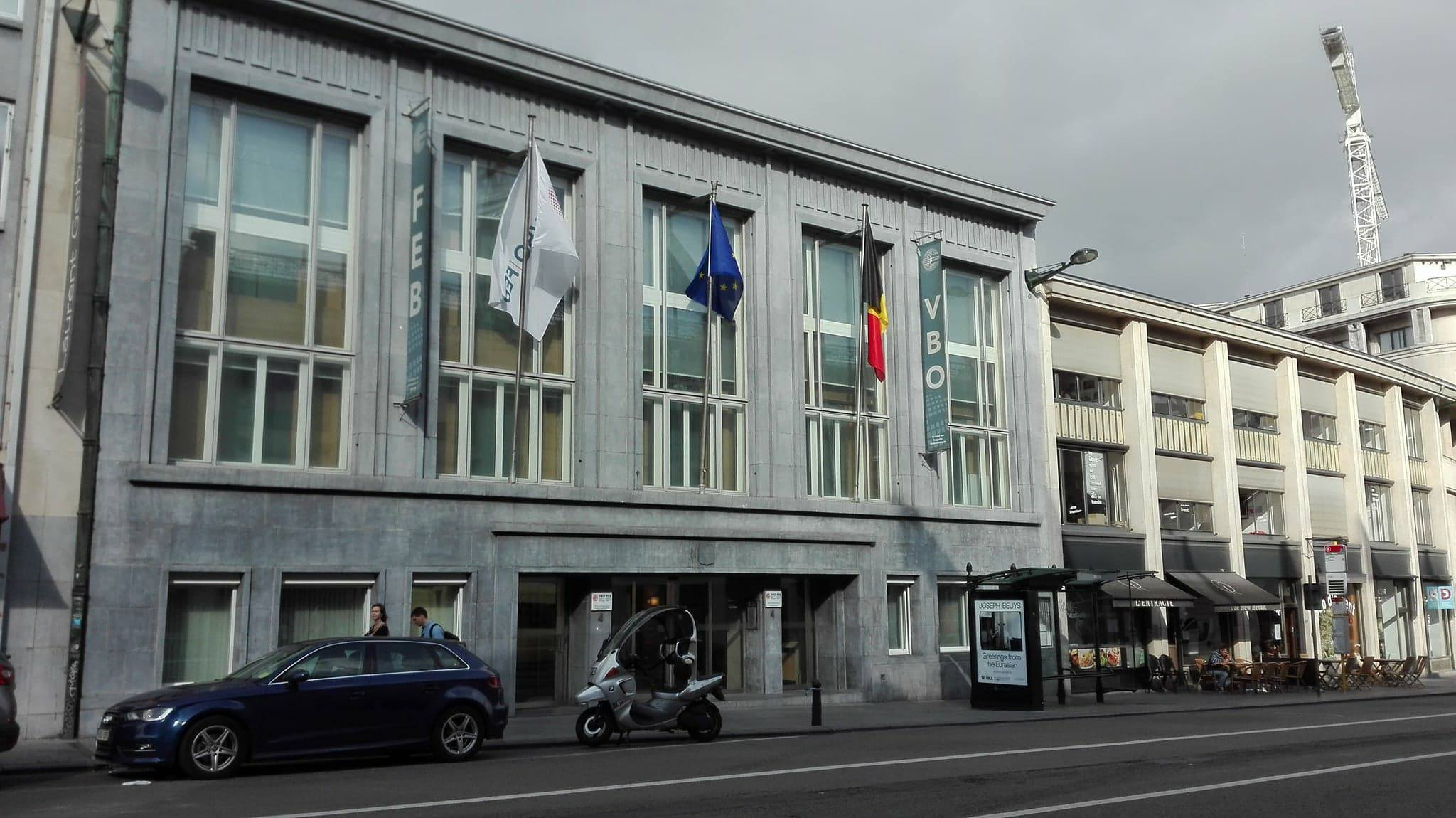
Siège de la FEB à Bruxelles

Le conseil d'administration est composé de représentants des différentes fédérations sectorielles membres de la FEB.
Le comité stratégique assiste quant à lui le président et l'administrateur délégué dans l'exercice de leur mandat. Il est composé de chefs d'entreprise de divers secteurs de l'économie.

## Périodique
La fédération utilise différents moyens pour diffuser ses communiqués et publie depuis sa création un bulletin.
La première année, la revue atteint une diffusion de 2 000 exemplaires et au début de l'année 1938, la CCT décide de faire paraître une édition flamande de son bulletin afin d’atteindre certains milieux restés jusque là insuffisamment accessible à son action.
Après le bulletin, la FEB publie pendant près de 10 ans le magazine Forward, mais après avoir imprimé plus de 20 000 exemplaires, le dernier numéro est publié fin avril 2012.